# Duguolo
Duguolo é uma Comuna rural da circunscrição de Bla, na região de Segu ao sul do Mali. Segundo censo de 1998, havia 7 120 residentes.

## História
Em 1898, após sufocar a revolta em Tieré, Queletigui e Cafeleamadu marcharam para Gorosso de onde seguiram viagem em direção a Sanssoni, Tionsso, Songuela, Fonfana e Duguolo. Em resposta, o filho do chefe de Duguolo foi a San pedir ajuda dos franceses.